# Ghetto Warfare
Albums de M.O.P.
St. Marxmen
(2005) Foundation
(2009)
Ghetto Warfare est une compilation de M.O.P., sortie le 25 juillet 2006.

## Liste des titres
| No  | Titre                                                            | Contient un (des) sample(s) de                    | Durée |
| --- | ---------------------------------------------------------------- | ------------------------------------------------- | ----- |
| 1.  | Intro                                                            |                                                   | 0:58  |
| 2.  | Welcome Back (featuring Teflon)                                  |                                                   | 1:28  |
| 3.  | Roc La Familia (featuring Jay-Z, Memphis Bleek & State Property) |                                                   | 3:46  |
| 4.  | Instigator (featuring Teflon)                                    |                                                   | 3:54  |
| 5.  | Interlude                                                        |                                                   | 1:11  |
| 6.  | Fuck M.O.P.                                                      |                                                   | 3:24  |
| 7.  | Stompdashitoutu (featuring Capone-N-Noreaga)                     |                                                   | 3:01  |
| 8.  | Interlude                                                        |                                                   | 2:14  |
| 9.  | Fire                                                             |                                                   | 4:48  |
| 10. | Got to Go                                                        |                                                   | 3:47  |
| 11. | The Bottom                                                       |                                                   | 5:07  |
| 12. | Put It in the Air (featuring Jay-Z)                              |                                                   | 4:05  |
| 13. | What the Fuck                                                    | Ahh...The Name Is Bootsy, Baby! de Bootsy Collins | 4:18  |
| 14. | Wanna Be Gs                                                      |                                                   | 4:38  |
| 15. | Live from Ground Zero                                            |                                                   | 4:19  |
| 16. | Take a Minute                                                    | Ye-Yo d'Erykah Badu                               | 3:00  |
| 17. | Muddy Waters                                                     |                                                   | 4:14  |
| 18. | G-Boy Stance                                                     |                                                   | 4:15  |
| 19. | BKNY                                                             |                                                   | 4:29  |